# Hemiodus ocellata
Hemiodus ocellata és una espècie de peix de la família dels hemiodòntids i de l'ordre dels caraciformes.